# 曼努埃爾·菲舍爾
曼努埃爾·菲舍爾（Manuel Fischer，1989年9月19日—），是一位德國足球運動員。出生在阿倫。司職前鋒。目前他效力於德甲球隊斯圖加特。他職業生涯的第一場比賽是在2007年12月12日，斯圖加特對巴塞羅那的一場歐洲冠軍杯賽事。